# 2016年鐵路
此條目列出2016年發生有關鐵路運輸的事件。

## 事件

### 1月
- 1月18日：莫斯科地鐵索科利尼基線由特羅帕廖沃站延長至魯緬采沃站。
- 1月23日：西雅圖第一山有軌電車（英语：First Hill Streetcar）通車[1]。
- 1月30日：新盆唐線新盆唐線亭子站至光教站通車。
- 1月31日：阪堺電氣軌道上町線住吉停留場至住吉公園站廢除[2]。

### 2月
- 2月3日：仁川國際機場公社仁川機場磁懸浮線[3]仁川國際機場站至龍遊站通車。
- 2月9日：發生巴特艾布靈列車事故，導致12人死亡85人受傷[4]。
- 2月15日：中國至伊朗路線（上海至阿巴斯港）開始營運[5]。
- 2月15日：莫斯科地鐵索科利尼基線由魯緬采沃站延長至莎拉里耶沃站，同時也開通了第200個車站[6]。
- 2月27日：華盛頓特區有軌電車在延誤了幾年後終於啟用[7]。
- 2月27日；韓國鐵道公社水仁線松島站至仁川站再通車。
- 2月29日：榜鵝輕軌三記站啟用。

### 3月
- 3月5日：洛杉磯軌道交通金線足山延線（英语：Gold Line Foothill Extension）啟用，將洛杉磯軌道交通延長了11.5英里（18.5）[8]。
- 3月19日：寧波軌道交通1號線東環南路站至霞浦站通車。
- 3月19日：鳳凰城輕鐵西北延線通車[9]，海灣運輸署開通西雅圖輕軌延長至華盛頓大學校園[10]。
- 3月22日：2016年布魯塞爾連環爆炸案：其中有21人在馬爾貝克站（英语：Maelbeek/Maalbeek metro station）的列車上被襲擊而死亡。
- 3月26日：北海道旅客鐵道北海道新幹線首階段通車，由新青森站至同日由渡島大野站改名的新函館北斗站，將高速鐵路列車開入北海道[11]。海峽線（津輕海峽線）津輕今別站、根室本線花咲站、石北本線上白瀧站、舊白瀧站廢站，石北本線下白瀧站、金華站、石勝線東追分站、十三里站、函館本線鷲之巢站各自改為信號場，江差線（五稜郭站至木古内站）改由道南漁火鐵道經營[12]。東日本旅客鐵道仙石線加設石卷步野站（陸前赤井站至蛇田站之間）[13]，南武線支線加設小田榮站（川崎新町站至濱川崎站之間）[14][15]，山田線大志田站、淺岸站廢站[16]。西日本旅客鐵道東海道本線加設摩耶站（六甲道站至灘站之間）[17][18][19][20]，山陽本線加設東姬路站（姬路站至御着站之間）[21][18][19][20]，九州旅客鐵道鹿兒島本線加設西熊本站（熊本站至川尻站之間）。
- 3月27日：越前鐵道、福井鐵道開始直通運行，三國蘆原線鷲塚針原站可途經田原町站直通至福武線越前武生站[22][23]。

### 4月
- 4月1日：京福電氣鐵道北野線加設攝影所前車站（帷子之辻站至常盤站之間）[24]。
- 4月1日：北方鐵路專營權交由Arriva Rail North營運。
- 4月3日：IZY（英语：IZY）開始運行，是TGV國際線大力士高速列車廉價版（巴黎北站至布魯塞爾南站之間）[25]。
- 4月3日：法国铁路拉菲尔泰米隆至菲姆之间的路段停运[26]。
- 4月22日：丹佛輕軌A線（英语：A Line (RTD)）通車，以電氣化通勤鐵路連接聯合車站與丹佛國際機場[27]。
- 4月30日：KORAIL龍山線孝昌公園前站再通車（龍山站至孔德站）。

### 5月
- 5月6日：長沙磁浮快線試營運[28]。
- 5月18日：福州地鐵1號線三叉街站至火車南站通車。
- 5月20日：洛杉磯輕軌博覽線第二期通車，將路線延長至聖莫尼卡[29]。

### 6月
- 6月1日：聖哥達基礎隧道開通，是全世界最長和最深的鐵路隧道[30]。
- 6月6日：南加州都會鐵路91線佩里斯谷延線開通[31][32]。
- 6月26日：高雄輕軌環狀輕軌第1階段凱旋中華站至高雄展覽館站通車[33][34][35]。
- 6月28日：深圳地鐵11號線福田站至松崗站通車，長沙地鐵1號線開福區政府站至尚雙塘站、南寧軌道交通1號線南湖站至南寧東站通車。
- 6月29日：台灣鐵路管理局縱貫線三姓橋車站啟用（新竹車站至香山車站之間）[36][37][38]。
- 6月30日：吉隆坡快捷通安邦线（大城堡线）和格拉那再也线延长线全面通车[39]。

### 7月
- 7月1日：台灣高速鐵路南港車站啟用。
- 7月3日：法國高速鐵路東線第二期通車，將路線延長至近斯特拉斯堡[40][41]。
- 7月14日：KORAIL慶全線晉州站至光陽站複線化、改線[42][43]。
- 7月25日：丹佛輕軌B線（英语：B Line (RTD)）通車[44]。
- 7月30日：仁川都市鐵道2號線黔丹梧柳站至雲宴站通車[45]。
- 7月31日：成都軌道交通3號線[46]通車。

### 8月
- 8月1日：里約熱內盧地鐵4號線通車[47]。
- 8月6日：曼谷地鐵紫線空曼派站至島本站通車[48]。
- 8月6日：天津地鐵6號線長虹公園站至南翠屏站通車。
- 8月19日：倫敦交通局倫敦地鐵（中央線、維多利亞線）開始在週末24小時運行[49]。
- 8月19日：鄭州地鐵2號線劉庄至南四環通車。
- 8月27日：波馬2000（英语：Poma 2000）停运[50]。

### 9月
- 9月8日：大邱都市鐵道公社1號線舌化椧谷站至大谷站通車[51]。
- 9月9日：辛辛那提輕軌（英语：Cincinnati Bell Connector）在多年規劃和興建後對外開放，自1950年代以來首次將有軌電車重新帶回辛辛那提。
- 9月10日：台灣鐵路管理局台中線豐富車站移動到高鐵苗栗站旁的新站舍[52]。
- 9月10日：鄭徐客運專線鄭州東站至徐州東站通車。
- 9月10日：莫斯科小環市鐵路改造成地鐵，重新命名為莫斯科中央環線，開行通勤列車。
- 9月12日：米蘭城鐵S12線（英语：Line S12 (Milan suburban railway service)）通車。
- 9月21日：清奈地鐵藍線（英语：Blue Line (Chennai Metro)）通車。
- 9月24日：韓國鐵道公社[53][54]京江線板橋站至驪州站通車。
- 9月24日：西雅圖附近的角湖站（英语：Angle Lake station）開通，Link輕軌列車延長至超過西塔科國際機場車站[55]。
- 9月26日：首都圈電鐵京春線延長至清涼里站。
- 9月30日：沃楚西特站（英语：Wachusett station）開始有限度服務，將波士頓通勤鐵路延長4.5英里（7.2），11月起提供全面服務[56][57]。

### 10月
- 10月7日：倫敦地鐵銀禧線週末開始24小時運行。
- 10月16日：台灣鐵路管理局台中線豐原車站至大慶車站之間高架化工程完工[58]。
- 10月23日：觀塘綫延綫通車，由油麻地站延長至黃埔站。
- 10月28日：深圳地鐵7號線西麗湖站至太安站、9號線紅樹灣南站至文錦站通車。

### 11月
- 11月8日：西安地鐵3號線魚化寨站至國際港務區站通車。
- 11月18日：倫敦地鐵北線週末開始24小時運行。

### 12月
- 12月1日：武孝城際鐵路通車。
- 12月2日：溫哥華架空列車長青延線啟用，將千禧線延長10.9（6.8英里）到高貴林。
- 12月5日：北海道旅客鐵道廢除留萌本線留萌站至增毛站[59][60]。
- 12月9日：SR（朝鲜语：에스알）[61][62]投入營運，水西高速鐵道通車[42]。
- 12月16日：双溪毛糯－加影线（吉隆坡捷运1号线）第一阶段双溪毛糯站至士曼丹站通车[63]。
- 12月16日：倫敦地鐵皮卡迪利線週末開始24小時通宵運行。
- 12月18日：青島地鐵3號線青島站至雙山站通車。
- 12月26日：合肥軌道交通1號線合肥站至九聯圩站通車、昆明地鐵1號線支線春融街站至昆明南站通車。
- 12月28日：台灣鐵路管理局[64][65]深澳線海科館車站延長至八斗子車站。
- 12月28日：南港島綫通車，來往金鐘站至海怡半島站。
- 12月28日：武漢地鐵2號線金銀潭站至天河機場站、6號線東風公司站至金銀湖公園站通車，廣州地鐵6號線長湴站至香雪站、7號線廣州南站至大學城南站，佛山地鐵1號線魁奇路站至新城東站，重慶軌道交通3号線（支線）碧津站至舉人壩站，南寧軌道交通1號線石埠站至南湖站，滬昆高速鐵路貴陽北站至昆明南站，雲桂鐵路百色站至昆明南站，昆玉鐵路昆明南站至玉溪站通車。
- 12月29日：榜鵝輕軌榜鵝坊站啟用。
- 12月30日：KORAIL[42][66][67]東海南部線改名為東海線，廣域鐵道路段釜田站至日光站改線、複線電氣化，加設教大站、OSIRIA站，東萊站、安樂站、栽松站、日光站恢復營運。
- 12月31日：北京地鐵16號線北安河站至西苑站，天津地鐵6號線南孫莊站至長虹公園站通車。